# The Cry of the Children
The Cry of the Children – amerykański film z 1912 roku w reżyserii George'a Nicholsa.

## Wyróżnienia
| Rok wpisania | National Film Registry |
| ------------ | --- |
| 2011         | Lista filmów budujących dziedzictwo kulturalne USA utworzona przez National Film Preservation Board i przechowywana w Bibliotece Kongresu Stanów Zjednoczonych |